# TCG Anadolu
TCG Anadolu (L400) – uniwersalny okręt desantowy–lotniskowiec marynarki Turcji, wodowany w 2019 roku. Wersja hiszpańskiego typu Juan Carlos I.

## Geneza i budowa
W 2013 roku władze Turcji zdecydowały zamówić dla swojej marynarki nowy uniwersalny okręt desantowy, zbudowany w stoczni Sedef Gemi İnşaatı na podstawie nowoczesnego projektu zagranicznego. Wybór padł na hiszpańską stocznię Navantia, oferującą projekt okrętu typu Juan Carlos I. W maju 2015 roku obie stocznie podpisały porozumienie o wspólnych pracach. Strona hiszpańska dostarczyła projekt, zapewniła wsparcie techniczne i ma dostarczyć elementy wyposażenia, w tym układu pędnego oraz system zarządzania jednostką. Zaangażowanie tureckiego przemysłu w projekt ocenia się na 68%.
30 kwietnia 2014 roku uroczyście, przy udziale prezydenta Recepa Erdoğana, rozpoczęto cięcie blach pod budowę okrętu. Stępkę położono oficjalnie 7 lutego 2018 roku. Otrzymał on nazwę „Anadolu” (od tureckiej nazwy Anatolii). W dniu 4 maja 2019 roku miało miejsce wodowanie jednostki z suchego doku, bez uroczystości. Przed tym, 30 kwietnia 2019 roku na okręcie wybuchł pożar w części dziobowej, ale nie opóźnił wodowania.
Przekazanie okrętu planowane było na 2021 rok. Stał się on największym okrętem tureckiej marynarki wojennej i jej pierwszym okrętem lotniczym. Od 7 marca 2022 roku prowadzono próby morskie na Morzu Marmara, a 18 listopada przeprowadzono na nim pierwsze lądowania śmigłowców AH-1W Super Cobra i S-70B Seahawk. Okręt przekazano marynarce 21 stycznia 2023 roku. Ostatecznie został wcielony do służby 10 kwietnia 2023 roku, zostając okrętem flagowym marynarki Turcji. Oficjalnie klasyfikowany jest jako wielozadaniowy okręt desantowo-szturmowy.
W ramach programu Havuzlu Çıkarma Gemisi (HCG) powstają także cztery barki desantowe dla czołgów (LCM), dwie małe łodzie desantowe (LCVP) i 27 pływających gąsienicowych transporterów opancerzonych ZAHA. Wartość programu nieoficjalnie jest szacowana na równowartość 1,4 mld USD.
Planowano, że na okręcie będzie bazować 12 samolotów pionowego startu i lądowania F-35B i 12 śmigłowców, lecz stało się to nieaktualne z uwagi na wykluczenie Turcji z programu dostaw F-35 przez USA po zakupie rosyjskich systemów obrony powietrznej S-400 Triumf. Planowane jest bazowanie na okręcie nowo opracowanej wersji bezzałogowca bojowego Bayraktar TB3